# ジョリーン
「ジョリーン」(Jolene)は、アメリカ合衆国のシンガーソングライターであるドリー・パートンの楽曲。シングル盤が発売されたのち、同名のアルバムに収録された。
『ローリング・ストーンの選ぶオールタイム・グレイテスト・ソング500』（2021年版）において、63位にランクされている。

## オリビア・ニュートン＝ジョンのカバー
オリビア・ニュートン＝ジョンによるカヴァー・バージョンが8枚目のスタジオ・アルバム『水のなかの妖精』に収録された。オーストラリア及び日本ではシングル盤としても発売され、全豪チャートで最高29位、オリコンでは総合で最高11位を記録するヒットとなった。
日本ではこのカヴァー・バージョンがニュートン＝ジョンの代表曲の内の一曲として知られており、日本独自企画のベスト・アルバム『40/40〜ベスト・セレクション』のファン投票では5位にランクインしている。
原曲者のドリーとデュエットした新しいヴァージョンが2023年のコンピレーション『ジャスト・ザ・トゥー・オブ・アス: ザ・デュエッツ・コレクション (Vol.1)』に収録された、オリビアにとってこれが生前最後のレコーディングになった。

### 収録曲
日本盤
1. ジョリーン　- 3:03
2. 貴方の腕に抱かれて - 3:05

オーストラリア盤
1. ジョリーン　- 3:07
2. チェンジ - 2:30